# Кальниболота
Кальниболо́та (укр. Кальниболота) — село в Надлакской сельской общине Голованевского района Кировоградской области Украины.
До 2020 года входило в Новоархангельский район
Население по переписи 2001 года составляло 1426 человек. Почтовый индекс — 26111. Телефонный код — 5255. Код КОАТУУ — 3523681201.
В 1752—1764 годах в селе дислоцировалась 5 рота новосербского Гусарского конного полка, состоявшая в основном из выходцев из Молдавии, из-за чего населённый пункт иногда называли «Пятая рота».

## Известные уроженцы
- Гелескул, Михаил Никитич (1907—1982) — горный инженер, профессор Московского горного института, отец переводчика-испаниста Анатолия Гелескула.
- Магар, Владимир Герасимович (1900—1965) — актёр, режиссёр театра, народный артист СССР (1960).
- Мамолат, Александр Самойлович (1910—1991) — украинский терапевт, директор Института фтизиатрии и грудной хирургии имени Ф. Г. Яновского в 1936—1979 годах.
- Анастасий Николай Федорович (1939-2022)- директор кирпичного завода , важнейшей единицы колхоза, село- образующего значения. 1962-1998 годах